# Lipovăț, Glodeni
Lipovăț este un sat din cadrul comunei Balatina din raionul Glodeni (Republica Moldova).
Conform recensământului populației din 2004, satul Lipovăț avea 155 de locuitori, toți moldoveni/români.